# Loxosceles similis
Espèce
Synonymes
- Loxosceles surata Mello-Leitão, 1934

Loxosceles similis est une espèce d'araignées aranéomorphes de la famille des Sicariidae.

## Distribution
Cette espèce est endémique du Brésil. Elle se rencontre dans les États du Pará, du Minas Gerais et de São Paulo.

## Publication originale
- Moenkhaus, 1898 : Contribuiçao para o conhecimento das aranhas de S.-Paulo. Revista do Museu Paulista, vol. 3, p. 77-112 (texte intégral).